# Aperanat
Aperanat (fl. XVII-XVI secolo a.C.) è stato un sovrano egizio inserito nella XVI dinastia.

## Biografia
Come per tutti gli altri sovrani inseriti in questa dinastia l'unico supporto alla conferma della loro esistenza viene dai reperti archeologici, principalmente scarabei e sigilli a rullo.

Proprio la mancanza di qualsiasi citazione nelle principali liste reali impedisce ogni tentativo di ordinamento cronologico di questi sovrani che furono, con molta probabilità, governanti locali soggetti a relazioni di vassallaggio nei confronti dei regnanti della XV dinastia ("grandi Hyksos").
| S38 | X7 | N25 · Z2 | N30 · r | D36 · Aa8 | U33 | i |

hq3 ḫ3 swt ˁpr ˁnt - Heka khasut Aper anat

Capitano di un paese straniero, Potente è Anat.
Il nome di questo sovrano è stato rinvenuto su uno scarabeo. Il nome, che non è inscritto nel cartiglio è preceduto dall'epiteto heka khasut (da cui il greco hyksos) e questo porta a ritenere che si potesse trattare di un principe di stirpe semita, forse proveniente da una delle città della Palestina meridionale.